# Finlandia na Mistrzostwach Świata w Lekkoatletyce 2022
Finlandia na Mistrzostwach Świata w Lekkoatletyce 2022 – reprezentacja Finlandii podczas mistrzostw świata w Eugene liczyła 36 zawodników, występujących w 23 konkurencjach.

## Skład reprezentacji

### Kobiety
| Zawodniczka         | Konkurencja                | Elimincje | Elimincje | Półfinał | Półfinał | Finał   | Finał   | Źródło      |
| Zawodniczka         | Konkurencja                | Wynik     | Pozycja   | Wynik    | Pozycja  | Wynik   | Pozycja | Źródło      |
| ------------------- | -------------------------- | --------- | --------- | -------- | -------- | ------- | ------- | ----------- |
| Anniina Kortetmaa   | bieg na 200 m              | 23,51     | 38.       | NQ       | NQ       | NQ      | NQ      | [ 1 ]       |
| Eveliina Määttänen  | bieg na 800 m              | 2:02,68   | 32.       | NQ       | NQ       | NQ      | NQ      | [ 2 ]       |
| Nathalie Blomqvist  | bieg na 1500 m             | 4:11,98   | 37.       | NQ       | NQ       | NQ      | NQ      | [ 3 ]       |
| Camilla Richardsson | bieg na 5000 m             | DNF       | DNF       | —        | —        | NQ      | NQ      | [ 4 ]       |
| Alisa Vainio        | maraton                    | —         | —         | —        | —        | 2:30:29 | 16.     | [ 5 ]       |
| Reetta Hurske       | bieg na 100 m przez płotki | 13,09     | 21. q     | 13,15    | 23.      | NQ      | NQ      | [ 6 ] [ 7 ] |
| Kristiina Halonen   | bieg na 400 m przez płotki | 56,68     | 28.       | NQ       | NQ       | NQ      | NQ      | [ 8 ] [ 9 ] |
| Viivi Lehikoinen    | bieg na 400 m przez płotki | 54,95     | 11. Q     | 54,60    | 13.      | NQ      | NQ      | [ 8 ] [ 9 ] |
| Enni Nurmi          | chód na 20 km              | —         | —         | —        | —        | 1:37:29 | 29.     | [ 10 ]      |
| Tiia Kuikka         | chód na 35 km              | —         | —         | —        | —        | DSQ     | DSQ     | [ 11 ]      |
| Elisa Neuvonen      | chód na 35 km              | —         | —         | —        | —        | 2:57:42 | 20.     | [ 11 ]      |

| Zawodniczka      | Konkurencja    | Kwalifikacje | Kwalifikacje | Finał | Finał   | Źródło        |
| Zawodniczka      | Konkurencja    | Wynik        | Pozycja      | Wynik | Pozycja | Źródło        |
| ---------------- | -------------- | ------------ | ------------ | ----- | ------- | ------------- |
| Ella Junnila     | skok wzwyż     | 1,86         | 18.          | NQ    | NQ      | [ 12 ]        |
| Sini Lällä       | skok wzwyż     | 1,86         | 21.          | NQ    | NQ      | [ 12 ]        |
| Heta Tuuri       | skok wzwyż     | 1,86         | 21.          | NQ    | NQ      | [ 12 ]        |
| Saga Andersson   | skok o tyczce  | 4,35         | 16.          | NQ    | NQ      | [ 13 ] [ 14 ] |
| Elina Lampela    | skok o tyczce  | 4,20         | 26.          | NQ    | NQ      | [ 13 ] [ 14 ] |
| Wilma Murto      | skok o tyczce  | 4,50         | 1. q         | 4,60  | 6.      | [ 13 ] [ 14 ] |
| Kristiina Mäkelä | trójskok       | 14,48        | 4. Q         | 14,18 | 9.      | [ 15 ] [ 16 ] |
| Senni Salminen   | trójskok       | 14,21        | 14.          | NQ    | NQ      | [ 15 ] [ 16 ] |
| Salla Sipponen   | rzut dyskiem   | 57,16        | 26.          | NQ    | NQ      | [ 17 ]        |
| Suvi Koskinen    | rzut młotem    | 67,98        | 23.          | NQ    | NQ      | [ 18 ] [ 19 ] |
| Silja Kosonen    | rzut młotem    | 72,15        | 7. q         | 70,81 | 7.      | [ 18 ] [ 19 ] |
| Krista Tervo     | rzut młotem    | 73,83        | 3. Q         | 69,04 | 10.     | [ 18 ] [ 19 ] |
| Sanne Erkkola    | rzut oszczepem | 52,04        | 26.          | NQ    | NQ      | [ 20 ]        |

### Mężczyźni
| Zawodnik            | Konkurencja                   | Eliminacje | Eliminacje | Półfinał | Półfinał | Finał   | Finał   | Źródło |
| Zawodnik            | Konkurencja                   | Wynik      | Pozycja    | Wynik    | Pozycja  | Wynik   | Pozycja | Źródło |
| ------------------- | ----------------------------- | ---------- | ---------- | -------- | -------- | ------- | ------- | ------ |
| Elmo Lakka          | bieg na 110 m przez płotki    | 13,91      | 35.        | NQ       | NQ       | NQ      | NQ      | [ 21 ] |
| Topi Raitanen       | bieg na 3000 m z przeszkodami | 8:43,01    | 37.        | —        | —        | NQ      | NQ      | [ 22 ] |
| Aleksi Ojala        | chód na 20 km                 | —          | —          | —        | —        | 1:23:40 | 20.     | [ 23 ] |
| Aleksi Ojala        | chód na 35 km                 | —          | —          | —        | —        | 2:28:22 | 13.     | [ 24 ] |
| Veli-Matti Partanen | chód na 35 km                 | —          | —          | —        | —        | DSQ     | DSQ     | [ 24 ] |

| Zawodnik        | Konkurencja    | Kwalifikacje | Kwalifikacje | Finał | Finał   | Źródło        |
| Zawodnik        | Konkurencja    | Wynik        | Pozycja      | Wynik | Pozycja | Źródło        |
| --------------- | -------------- | ------------ | ------------ | ----- | ------- | ------------- |
| Tommi Holttinen | skok o tyczce  | 5,50         | 22.          | NQ    | NQ      | [ 25 ]        |
| Mikko Paavola   | skok o tyczce  | 5,50         | 19.          | NQ    | NQ      | [ 25 ]        |
| Kristian Pulli  | skok w dal     | 7,56         | 26.          | NQ    | NQ      | [ 26 ]        |
| Aaron Kangas    | rzut młotem    | 69,69        | 27.          | NQ    | NQ      | [ 27 ]        |
| Tuomas Seppänen | rzut młotem    | 72,81        | 23.          | NQ    | NQ      | [ 27 ]        |
| Lassi Etelätalo | rzut oszczepem | 80,03        | 12. q        | 82,70 | 6.      | [ 28 ] [ 29 ] |
| Oliver Helander | rzut oszczepem | 82,41        | 6. q         | 82,24 | 8.      | [ 28 ] [ 29 ] |
| Toni Keränen    | rzut oszczepem | 78,52        | 18.          | NQ    | NQ      | [ 28 ] [ 29 ] |